# (2192) Pyatigoriya
(2192) Pyatigoriya (1972 HP) – planetoida z pasa głównego asteroid okrążająca Słońce w ciągu 5,56 lat w średniej odległości 3,14 au. Odkryta 18 kwietnia 1972 roku.